# Scotogramma fervida
Scotogramma fervida là một loài bướm đêm trong họ Noctuidae.